# واریس دیری
واریس دیری مانکن زن بین‌المللی سومالیایی‌تبار، نویسنده و سخنگوی حقوق زنان در آفریقاست و به عنوان سفیر سازمان ملل متحد در راه توقف بریدن آلت زنانه (ختنه زنان) جهان فعالیت می‌کند.
دیری در کتاب «گل صحرا» خاطرات کودکی خود را بازگو می‌کند. دوران کودکی او در زندگی کوچ نشینی به ویژه در نگهداری از حیوانات گذشته‌است. در کودکی ختنه شده‌است و در ۱۲ سالگی از زندگی کوچ نشینی صحرایی و ازدواج اجباری فرار کرد چون پدرش در مقابل پنج شتر، او را به عقد مردی شصت ساله درآورده بود. او از صحرای سخت سومالی گذشت و در آخر به لندن رفت. یک عکاس انگلیسی در لندن زیبایی و استعداد او را کشف می‌کند و سرانجام واریس یک مدل (مانکن) شد.
او در بخش بعدی این کتاب ضمن وحشیانه خواندن تجربه‌اش از عمل ناقص‌سازی جنسی زنان که نزد عوام به ختنه زنان نیز معروف است، گزارش می‌دهد که این کار معمولاً در شرایط کاملاً ابتدایی به وسیله قابله یا زنی دهاتی و بدون هیچ‌گونه داروی بیهوشی انجام می‌شود.
از این پس واریس تصمیم می‌گیرد دربارهٔ ختنه شدنش صحبت کند. ابتدا به این دلیل که این موضوع او را عمیقاً آزار داده‌است و علاوه بر مشکلات جسمی هیچگاه نتوانسته‌است به لذت رابطه جنسی پی ببرد؛ و دلیل دیگر اینکه حالا به عنوان زنی بالغ از کشورش می‌تواند به جای تمامی زنان هم‌وطنش که سکوت کرده‌اند کاری بکند. امروز واریس به عنوان سفیر سازمان ملل متحد در راه توقف ختنه زنان جهان فعالیت می‌کند.

## کتاب‌شناسی

روی جلد کتاب کودکان صحرا نوشتهٔ واریس دیری در سال ۲۰۰۵.

## فیلم‌شناسی
- فیلم گل صحرا بر اساس کتاب گل صحرا.[۳]